# Danzel
Danzel (Johan Waem, nació el 9 de noviembre de 1976, en Beveren, Bélgica) es un músico belga de música house, música techno y música dance, que estuvo en la posición 11 en el UK Singles Chart en noviembre de 2004 con el sencillo, "Pump It Up!".
En 2006 intentó representar a Polonia con "Undercover" en  Eurovisión con la ayuda de Joku Waem.

## Álbumes

### The Name Of The Jam(2004)
1. "You Are All Of That"
2. "Pump It Up"
3. "He No D'Samba"
4. "The Tabledancer"
5. "Broom"
6. "Money"
7. "Happy Days"
8. "Nu Nu"
9. "The Feeling Is So Right"
10. "Wonderland"
11. "Downtown"
12. "Home Again"
13. "Yossi Dabosh Shamen"

### Unlocked(2008)
1. "Don't Leave Me With The Light On" 3:46
2. "You Spin Me Round (Like A Record)" 3:16
3. "Clap Your Hands" 3:12
4. "My Arms Keep Missing You" 3:04
5. "Legacy" 4:13
6. "My Direction" 3:36
7. "Undercover" 3:03
8. "Jump" 3:12
9. "Blue" 3:31
10. "Heaven Is A Part Of Me" 3:12
11. "Dancin' Schoez" 3:35
12. "Turn On My Own" 3:14
13. "Shame" 2:56
14. "Unlocked" 3:22
15. "What Is Life" 4:13

## Singles

### "You Are All Of That"
1. "You Are All of That" (Radio Edit) 3:07
2. "You Are All of That" (Club Mix) 7:10

CD-Maxi (Suecia)
1. "You Are All Of That" (Radio Edit)
2. "You Are All Of That" (Extended Mix))
3. "You Are All Of That" (Club Mix)
4. "You Are All Of That" (NBG Remix)
5. "You Are All Of That" (Video)

Vinyl (Germany)
1. "You Are All Of That" (Profanation Needs Da Money)
2. "You Are All Of That" (Global Deejays Mix)
3. "You Are All Of That" (Profanation Bashes The Trash)
4. "You Are All Of That" (Club Mix)

CD-Maxi (Alemania)
1. "You Are All Of That" (Radio Edit)
2. "You Are All Of That" (Profanation Need's Da Money Edit)
3. "You Are All Of That" (Global Deejays Mix)
4. "Pump It Up!" (Radio Edit)
5. "You Are All Of That" (Video)

"You Are All Of That" fue el primer sencillo lanzado por Ministry Of Sound a finales de 2003. Mostró el hit de Sylvester James "Do you wanna funk?" El primer sencillo del DJ belga fue un fracaso total, alcanzando la posición 69 en el UK Dance Chart. El sencillo no fue promocionado fuera de Reino Unido e Irlanda, donde obtuvo una posición 85.

### "Pump It Up"
1. "Pump It Up" (UK Radio Edit) 2:32
2. "Pump It Up" (Jerry Ropero & Dennis The Menace Remix) 7:08
3. "Pump It Up" (Highpass Remix) 8:34
4. "Pump It Up" (NBG Remix) 6:57
5. "Downtown" 3:41

Todos los remixes
1. "Pump It Up" (Uniting Nations Remix)
2. "Pump It Up" (NBG Remix)
3. "Pump It Up" (Gladiator Remix)
4. "Pump It Up" (Alex K Klubbed Up Mix)
5. "Pump It Up" (Extended Mix)
6. "Pump It Up" (Highpass Remix)
7. "Pump It Up" (Highpass Dub)
8. "Pump It Up" (Acappella)
9. "Pump It Up" (Radio Edit)
10. "Pump It Up" (UK Radio Edit)
11. "Pump It Up" (Jerry Ropero & Denis The Menace Remix)
12. "Pump It Up" (Saint Remix)
13. "Pump It Up" (Crowd Remix)
14. "Pump It Up" (Funky Junction & Joao Da Silva Iberican Dub Mix)
15. "Pump It Up" (Funky Junction & FC Nond Stone Remix)
16. "Pump It Up" (Funky Junction & Joao Da Silva Iberican Vocal Mix)
17. "Pump It Up" (Mixmaster Splashfunk Remix)
18. "Pump It Up" (Overhead Champion Remix)
19. "Pump It Up!" (Basic J's R&B Remix)

"Pump It Up" es el segundo sencillo del DJ belga,. Lanzado por Ministry Of Sound,y vendiendo más de 500,000 copias a nivel mundial. En las listas de éxitos de Reino Unido alcanzó el puesto 11, 7 en Alemania, 11 en Francia y 9 Australia.

### "Put Your Hands Up In The Air!"
1. "Put Your Hands Up In the Air!" (Radio Edit) 3:29
2. "Put Your Hands Up In the Air!" (Extended Mix) 6:15
3. "Dance Hostess" 3:07

CD-Maxi (Denmark)
1. "Put Your Hands Up In The Air!" (Radio Edit) (3:30)
2. "Put Your Hands Up In The Air!" (Extended Mix) (6:14)
3. "Put Your Hands Up In The Air!" (Natural Born Grooves Remix) (7:40)
4. "Put Your Hands Up In The Air!" (Soho Remix) (6:53)
5. "Dance Hostess" (3:05)

Vinyl (Germany)
1. "Put Your Hands Up In The Air!" (Extended Mix) (6:14)
2. "Put Your Hands Up In The Air!" (Profanation Becomes Famous) (7:37)
3. "Put Your Hands Up In The Air!" (Natural Born Grooves Mix) (7:39)
4. "Put Your Hands Up In The Air!" (Profanation Loves The Rabbit) (6:04)

"Put Your Hands Up In The Air!" es su tercer sencillo, lanzado en 2005. El cual es un remix del éxito de la canción de Black and White Brothers' de 1998. Lanzado en el Reino Unido, en mayo de 2005. El sencillo fue un éxito en el UK Dance Charts, con el número 6 and. Un mes más tarde fue lanzado en Europa y Asia, pero no alcanzó tanto interés como en Reino Unido, pues en Irlanda tuvo una posición 40, también en Francia, en Alemania el puesto 52.

### "Home Again"
1. "Home Again" (Radio Edit) 3:52
2. "Wondrland" 4:38

### "My Arms Keep Missing You"
As JOHAN vs F.R.A.N.K.
1. "My Arms Keep Missing You" (Radio Edit) 3:03
2. "My Arms Keep Missing You" (Extended Mix) 7:46
3. "Breaking' Up" 5:53

CD-R Promo
1. "My Arms Keep Missing You" (Radio Edit) (3:05)
2. "My Arms Keep Missing You" (Extended Mix) (7:44)
3. "My Arms Keep Missing You" (DJ F.R.A.N.K Edit) (7:42)
4. "My Arms Keep Missing You" (Squint Remix ) (7:12)
5. "My Arms Keep Missing You" (Groove Cutter Vox Mix) (6:57)
6. "My Arms Keep Missing You" (Groove Cutter Dub Mix) (6:57)
7. "My Arms Keep Missing You" (Stompin System Remix) (7:24)

Vinyl
1. "My Arms Keep Missing You" (Svenson & Barclay Rmx)
2. "My Arms Keep Missing You" (Extended Mix)
3. "My Arms Keep Missing You" (F.R.A.N.K.'s Edit)
4. "My Arms Keep Missing You" (Profanation Mix)

### "You Spin Me Round (Like A Record)"
A cover of the 1985 Dead or Alive song.
1. "You Spin Me Round (Like A Record)" (Radio Edit)
2. "You Spin Me Round (Like A Record)" (Extended Mix)
3. "You Spin Me Round (Like A Record)" (Jax’N F Mix)
4. "Ufo 33" (Original Mix)

### "Jump"
1. "Jump" (Radio Edit)
2. "Jump" (NBG Radio Edit)
3. "Jump" (Extended Mix)
4. "Jump" (Club Mix)

### "Clap Your Hands"
1. "Clap Your Hands" (Radio Mix)
2. "Clap Your Hands" (Extended Vocal Mix)
3. "Clap Your Hands" (NBG Clubmix

## Discografía
Países donde tuvo éxito: Reino Unido (UK), Irlanda (IRL), Australia (AUS), Francia (FRA), Alemania (GER), Estados Unidos (USA), Holanda (NL),  China (CHN), Japón (JPN), España (SPA), Italia (ITA), y Bélgica (BEL).
| Year | Singles                             | Chart positions | Chart positions | Chart positions | Chart positions | Chart positions | Chart positions | Chart positions | Chart positions | Chart positions | Chart positions | Chart positions | Chart positions |
| Year | Singles                             | UK              | IRL             | AUS             | FRA             | GER             | USA             | NL              | CHN             | JPN             | SPA             | ITA             | BEL             |
| ---- | ----------------------------------- | --------------- | --------------- | --------------- | --------------- | --------------- | --------------- | --------------- | --------------- | --------------- | --------------- | --------------- | --------------- |
| 2003 | "You Are All of That"               | -               | 85              | -               | 34              | 24              | -               | -               | -               | -               | -               | -               | 9               |
| 2004 | "Pump It Up!"                       | 11              | 16              | 9               | 10              | 20              | 9               | 8               |                 |                 |                 |                 |                 |
| 2005 | "Put Your Hands Up in the Air!"     | -               | 40              | 37              | 40              | 52              | -               | -               | 25              | 28              | -               | 43              | 34              |
| 2006 | "My Arms Keep Missing You"          | -               | 104             | 74              | -               | -               | -               | -               | -               | 80              | -               | -               | 15              |
| 2007 | "You Spin Me Round (Like A Record)" | -               | -               | -               | -               | -               | -               | -               | -               | -               | -               | -               | -               |
| 2007 | "Jump"                              | -               | 24              | 2               | -               | -               | -               | -               | 12              | 4               | 6               | 2               | 1               |
| 2008 | "Clap Your Hands"                   |                 |                 |                 |                 |                 |                 |                 |                 |                 |                 |                 |                 |
| 2008 | "What Is Life"                      |                 |                 |                 |                 |                 |                 |                 |                 |                 |                 |                 |                 |
| 2010 | "Under Arrest"                      |                 |                 |                 |                 |                 |                 |                 |                 |                 |                 |                 | 30              |
| 2011 | "Outta Control"                     |                 |                 |                 |                 |                 |                 |                 |                 |                 |                 |                 |                 |